# Лајнус Роуч
Лајнус Вилијам Роуч (енгл. Linus William Roache; Манчестер, 1. фебруар 1964) енглески је глумац. Најпознатији је по улози Мајкла Катера у ТВ серији Ред и закон.